# 預言者 (スタートレック)
預言者はアメリカのSFテレビドラマ『スタートレック』シリーズに登場する架空の高次元生命体。ベイジョー・ワームホールの聖なる神殿に住む。

## 身体
全知全能不老不死の神のような存在。ヒューマノイドに接するときは、その人物のよく知る人物の姿を取り精神内に出現する。基本的にベイジョー・ワームホールから外に出ることはできないが、ワームホール内ではほぼどんなことでも行うことができる。自らが作り出した発光体などを介することで、外のヒューマノイドと接する。ワームホールの外では、ヒューマノイドに憑依することでしか物理的な行動を取ることができない。死ぬことは無いが、何らかの方法で封印されることはある。また、聖なる神殿が破壊されれば力を奪われると思われる。

## 精神
古来からベイジョー人に抽象的な預言を与えることで、間接的に守護する立場にあり、彼らからは神と崇められている。時間の概念が無かったが、シスコにより教えられた。攻撃的な思考を持つ者を非常に嫌う。かつてベイジョー人を直接的に支配しようとした攻撃的な一族パー・レイスを聖なる神殿から追放し、ベイジョーの古代遺跡や骨董品に封印しており、両者は宿敵同士である。